# McLaren M29
McLaren M29, in njegova izboljšana različica M29F, je McLarnov dirkalnik Formule 1, ki je bil v uporabi med sezonama 1979 in 1981, ko so z njim dirkali John Watson, Patrick Tambay, Alain Prost, Stephen South in Andrea de Cesaris. Dirkači so z njim na dirkah zbrali triinštirideset nastopov na dirkah Formule 1, štirikrat na neprvenstvenih, od tega so dvajsetkrat končali dirko, uvrstitve na stopničke pa niso dosegli. Najbližje temu je bil Watson na dirkah za Veliko nagrado Velike Britanije v sezoni 1979 ter Veliko nagrado zahodnih ZDA in Veliko nagrado Kanade v sezoni 1980, ko je bil četrti. Že sredi sezoni 1981 je McLaren predstavil nov dirkalnik McLaren MP4/1. 

## Popolni rezultati Formule 1
(legenda)
| Leto | Moštvo                | Motor                    | Gume | Dirkači           | 1    | 2   | 3   | 4    | 5   | 6   | 7   | 8   | 9   | 10  | 11  | 12  | 13  | 14  | 15  | Toč | Prv |
| ---- | --------------------- | ------------------------ | ---- | ----------------- | ---- | --- | --- | ---- | --- | --- | --- | --- | --- | --- | --- | --- | --- | --- | --- | --- | --- |
| 1979 | McLaren International | Ford Cosworth DFV 3,0 V8 | G    |                   | ARG  | BRA | JAR | ZZDA | ŠPA | BEL | MON | FRA | VB  | NEM | AVT | NIZ | ITA | KAN | ZDA | 15  | 7.  |
| 1979 | McLaren International | Ford Cosworth DFV 3,0 V8 | G    | John Watson       |      |     |     |      |     |     |     |     | 4   | 5   | 9   | Ret | Ret | 6   | 6   | 15  | 7.  |
| 1979 | McLaren International | Ford Cosworth DFV 3,0 V8 | G    | Patrick Tambay    |      |     |     |      |     |     |     |     |     |     |     |     |     | Ret | Ret | 15  | 7.  |
| 1980 | McLaren International | Ford Cosworth DFV 3,0 V8 | G    |                   | ARG  | BRA | JAR | ZZDA | BEL | MON | FRA | VB  | NEM | AVT | NIZ | ITA | KAN | ZDA |     | 11  | 9.  |
| 1980 | McLaren International | Ford Cosworth DFV 3,0 V8 | G    | John Watson       | Ret  | 11  | 11  | 4    | Ret | DNQ | 7   | 8   | Ret | Ret | Ret | Ret | 4   | NC  |     | 11  | 9.  |
| 1980 | McLaren International | Ford Cosworth DFV 3,0 V8 | G    | Alain Prost       | 6    | 5   | DNS |      | Ret | Ret | Ret | 6   | 11  | 7   |     |     |     |     |     | 11  | 9.  |
| 1980 | McLaren International | Ford Cosworth DFV 3,0 V8 | G    | Stephen South     |      |     |     | DNQ  |     |     |     |     |     |     |     |     |     |     |     | 11  | 9.  |
| 1981 | McLaren International | Ford Cosworth DFV 3,0 V8 | M    |                   | ZZDA | BRA | ARG | SMR  | BEL | MON | ŠPA | FRA | VB  | NEM | AVT | NIZ | ITA | KAN | LVE | 28  | 6.  |
| 1981 | McLaren International | Ford Cosworth DFV 3,0 V8 | M    | John Watson       | Ret  | 8   |     |      |     |     |     |     |     |     |     |     |     |     |     | 28  | 6.  |
| 1981 | McLaren International | Ford Cosworth DFV 3,0 V8 | M    | Andrea de Cesaris | Ret  | Ret | 11  | 6    | Ret |     |     |     |     |     |     |     |     |     |     | 28  | 6.  |